# دمیو
دمیو، روستایی از توابع بخش مرکزی شهرستان سروآباد در استان کردستان ایران است. روستای دمیو یکی از قشنگترین و سرسبزترین روستاهای استان کردستان است که در غرب استان کردستان از توابع شهرستان سروآباد در منطقهٔ اورامانات انتهای کوه‌های سر به فلک کشیدهٔ زاگرس واقع شده‌است که هم‌مرز با کشور عراق است و نزدیکترین شهر عراق با این روستا شهرستان خورمال است که حدود ۲۵ کیلومتر با این روستا فاصله دارد
این روستا از طرف جنوب با کشور عراق و از طرف غرب با روستای دزلی و از شمال با روستای دره نخی و از طرف شرق با روستای دره کی همسایه است. وجه تسمیه ی این روستا به زبان اورامی از دو بخش «دیم» + «یو» گرفته شده‌است که یو در زبان اورامی به معنی جو است که در گذشته دارای جو وحشی زیادی بوده‌است. همان‌طور که قبلاً اشاره کردیم چون در میان رشته کوه‌های بلند زاکرس واقع شده‌است دارای آب و هوای معتدل می‌باشد که زمستان‌های خشن و تابستان‌های خنک دارد. این روستا حدود ۱۵۰ خانه وار می‌باشد دارای مردمان خونگرم سخت کوش مهربان ومهمان پذیر می‌باشد شغل اصلی مردم این روستا قبلاً دامداری بود ولی الان به کار کشاورزی مشغولند اگر چه کشاورزی آنان درآمد آنچنانی ندارد ولی قانع هستند از لحلظ امکانات دارای برق و لوله‌کشی آب آشامیدنی و مخابرات و شبکهٔ تلفن همراه می‌باشد. این روستا با طبیعت بکر و زیبای که دارد هر ساله در فصل بهار میزبان میهمانهای فراوانی است که از شهرهای مختلف به اینحا سفر می‌کنند و از طبیعت زیبا لذت می‌برند اما متأسفانه به علت رعایت نکردن مسایل زیست‌محیطی و کم‌کاری بعضی افراد باعث آلوده کردن این محیط زیبا می‌شوند کندن بی رویهٔ بعضی ار گیاهان بومی مانند کنگر و بعضی از گیاهان دیگر ورفتن با ماشین‌ها روی تپها برای خود نمای و له کردن بسیاری از گیاهان وریختن زباله در محیط این طبیعت زیبا را آلوده می‌کنند. روستای دمیو که قدمت ان به ۱۱۰سال می‌رسد در ۴۰کیلومتری شهرستان سروآباد قرار گرفته‌است به جرئت می‌توان گفت که منطقه دمیو یکی از زیباترین مناطق شهرستان سرواباد می‌باشد روستای زیبا و دلنشین دمیو در میان کوه‌ها از جمله عودالان و کوه میانه واقع است با توجه به عوامل و فاکتورهای مؤثر و پدید آورنده اقلیم به ویژه ارتفاع، عرض جغرافیایی و توده‌های هوا و سیستم‌های هواشناسی شرایط اقلیمی متفاوت و متنوعی به وجود می‌آید. عامل ارتفاع مهم‌ترین عامل تعیین‌کننده اقلیم می‌باشد که موجب ریزش‌های جوی در منطقه اورامان و شاهو شرایط نسبتاً مساعدی برای بارندگی‌های مناسب و ایجاد پوشش جنگلی فراهم آورده‌است و آن را مستعد کشت دیم نموده‌است بر اساس نتایج آمار بارندگی‌های ایستگاه‌های مجاور منطقه ف میانگین نزولات جوی در حدود ۷۰۰٬۶۰۰ میلی‌متر برآورد گردیده که حداکثر تعداد روزهای بارانی غالباً در اسفند ماه و گاهی در فروردین ماه و حداقل وقوع روزهای بارانی در شهریور ماه می‌باشد.
متوسط سالیانه حرارت و دمای منطقه ۹/۱۳ درجه سانتیگراد بوده که طی ماه‌های سال دامنه ان از ۲/۷ درجه سانتیگراد تا ۶/۲۰ درجه سانتیگراد تغییر داشته که به حداقل ۵/۲۳، درجه سانتی گراد و حداکثر ۵/۴۱ درجه سانتی گراد در فصول مختلف نیز رسیده‌است. میانگین رطوبت هوای منطقه حدود ۵۶ درصد بوده که در طول فصول مختلف سال از حداقل ۱۹ درصد تا حداکثر ۷۵ درصد نیز می‌رسد.
شرایط اقلیمی و توپوگرافی منطقه رودخانه‌های متعددی را به وجود آورده‌است که از ویژگی اساسی این آب‌های سطحی منطقه سیلابی و فصلی بودن آن‌ها است؛ بنابراین در بهار پرآب و خروشان و در تابستان کم‌آب و گاهی آب سطحی دره‌ها و آبراهه‌ها نیز خشک می‌شوند. از آن جا که رودخانه‌ها معمولاً از دره‌های عمیق می‌گذرد و اراضی مسطح و وسیع به ندرت در جوار رودخانه‌ها وجود دارد و به سبب اختلاف ارتفاع زیاد اراضی کشاورزی از سطح رودخانه‌ها نمی‌توان به نحو مطلوب از آب‌های سطحی مناسب بیشتری دارد.
رودخانه سیروان با ۲۱ کیلومتر طول در خاک ایران طویل‌ترین رودخانه کردستان است که از شعبات و سرشاخه‌های متعددی تغذیه می‌شود. مهم‌ترین آن‌ها عبارتند از گاران – گلچیدر، رزاب، چم گوره، بیساران، قشلاق، زریبار و گاورود ک از بخش سروآباد گذشته و با عبور از مرز شمال غربی شهرستان پاوه از استان کرمانشاه بلا استفاده وارد خاک عراق می‌شود. از عمده فعالیت‌های مرکز خدمات کشاورزی دمیو علی الرغم کمبود شدید نیروهای فنی و کارآمد و وجود مشکلات عدیده مدیریتی و اداری می‌توان به خدمات و دستاوردهای زیر اشاره نمود.
در بخش زراعت با تلاش و پیگیری امور حداکثر بهره‌گیری از حداقل وقت و امکانات موجود خوشبختانه جهش‌های چشمگیری در اجرای طرح‌های بهزراعی و به وجود آمد به‌طوری کهٔ چند سال فعالیت مرکز خدمات کشاورزی سروآباد روند افزایش بازده اجرای صحیح اصول بهزراعی و هدایت و حمایت کشاورزان جهت بهره‌گیری بهتر و بیشتر از عوامل تولید شامل آب، خاک، نهادها (بذر – سم – کود) و ماشین آلات موجود را با توجه به آمار جدول (۵) در مورد گندم که به عنوان یکی از محصولات استراتژیک و حساس و اساسی همواره مد نظر و توجه دولتمردان بوده‌است قابل ارائه است.

## جمعیت
این روستا در دهستان دزلی قرار دارد و براساس سرشماری مرکز آمار ایران در سال ۱۳۸۵، جمعیت آن ۴۶۵ نفر (۱۰۹خانوار) بوده‌است.